# Unidos da Vila Carvalho
Grêmio Recreativo Escola de Samba Unidos da Vila Carvalho é uma escola de samba do Campo Grande, capital do Mato Grosso do Sul.
A escola possui dez títulos do Grupo Especial, sendo tricampeã consecutiva entre 2005 e 2007, e entre 2009 e 2011. No ano de 2011, com um enredo que falava sobre o amor, a escola teve o título contestado após recurso interno na Liga, sendo que o resultado só foi confirmado posteriormente.

## Segmentos

### Presidentes
| Nome                             | Mandato           | Ref.        |
| -------------------------------- | ----------------- | ----------- |
| José Carlos Carvalho "Zé Carlos" | 1975 - atualidade | [ 2 ] [ 3 ] |

### Rainhas de bateria
| Período | Rainha           | Ref.  |
| ------- | ---------------- | ----- |
| 2016    | Rebeca D'Albinie | [ 4 ] |
| 2017    |                  |       |
| 2025    | Lara Morena      |       |

## Carnavais
| Ano  | Colocação | Grupo    | Enredo | Carnavalesco           | Intérprete | Ref.        |
| ---- | --------- | -------- | --- | ---------------------- | ---------- | ----------- |
| 2002 | Campeã    | Especial | Na era do rádio                                                                                                |                        |            |             |
| 2005 | Campeã    | Especial | Na era do rádio                                                                                                |                        |            |             |
| 2006 | Campeã    | Especial | El Rei Mandou Pelas Terras do Tuiuiú Viajei, Festas Vi, Festas Dancei, e o Futuro Na Terra Branca Encontrei... |                        |            |             |
| 2007 | Campeã    | Especial | Arte, Luxo e Deboche – Eu quero mais é ser feliz                                                               |                        |            |             |
| 2009 | Campeã    | Especial | O Carnaval dos Carnavais                                                                                       |                        |            | [ 5 ]       |
| 2010 | Campeã    | Especial | A África e todos os deuses                                                                                     |                        |            |             |
| 2011 | Campeã    | Especial | O amor está no ar                                                                                              |                        |            | [ 6 ]       |
| 2014 | Campeã    | Especial | Minha Madrinha Mangueira! Sou Verde e Rosa de Corpo, Alma e Coração – Carvalho e Mangueira Uma Só Nação        |                        |            | [ 7 ] [ 8 ] |
| 2016 | Campeã    | Especial | Meio Século de Samba, Meu Coração é Verde e Rosa, Dê ao Zé o que é de Zé                                       | Wlauer Castro Carvalho |            | [ 2 ] [ 9 ] |
| 2025 | Campeã    | Especial | Inez: De matriarca à força feminina da nação verde e rosa                                                      | Wlauer Castro Carvalho | Tigana     | [ 10 ]      |